# Saad Eddin Ibrahim
Saad Eddin Ibrahim (em árabe egípcio:  سعد الدين إبراهيم, IPA: [ˈsæʕd edˈdiːn ebɾˤɑˈhiːm]) (Almançora, 31 de dezembro de 1938 – 29 de setembro de 2023) foi um sociólogo e escritor egípcio. Ele é um dos principais ativistas de direitos humanos e democracia do Egito, e um forte crítico do ex-presidente egípcio Hosni Mubarak.

## Biografia
Nascido em Bedeen, Almançora, Egito, Ibrahim foi creditado por desempenhar um papel de liderança no renascimento do movimento contemporâneo da sociedade civil do Egito baseado em pesquisa. Durante a maior parte de sua carreira profissional, Saad Eddin Ibrahim foi professor de sociologia na Universidade Americana do Cairo. Ele foi o fundador do Centro de Estudos do Desenvolvimento Ibn Khaldun, no Cairo, e da Organização Árabe de Direitos Humanos. Ele foi casado com Barbara Lethem Ibrahim. Barbara Ibrahim é diretora do Centro Gerhart de Engajamento Cívico e Filantropia no Cairo. Os Ibrahims têm dois filhos, Randa e Amir Ibrahim. Randa tem dois filhos, Lara e Seif, e Amir, Adam e Gebriel. 
Muito antes de seus confrontos com o governo egípcio no início dos anos 2000, Ibrahim havia se tornado uma figura controversa no Egito. Ele reverteu suas críticas anteriores a Anwar Sadat por sua iniciativa de paz com Israel. Ele ganhou o respeito dos direitos humanos e da comunidade da sociedade civil do Egito por defender diferentes causas, incluindo coptas, bahá'ís e outras minorias em um momento de crescente tensão sectária. 
Ibrahim foi preso e processado em 2000, por usar os fundos da União Europeia para o monitoramento de eleições e por supostamente difamar a imagem do Egito no exterior. Ele foi condenado a sete anos de prisão. Sua equipe de defesa respondeu que os verdadeiros motivos por trás da acusação do governo de Ibrahim e seus assistentes foram suas críticas francas ao presidente Hosni Mubarak e seu governo. Ele foi julgado duas vezes pelas mesmas acusações nos Tribunais de Segurança do Estado, vencendo cada vez em apelação. Durante um terceiro julgamento perante o mais alto tribunal civil em 2003, ele foi absolvido de todas as acusações e libertado, mas não antes de uma tempestade de protestos internacionais colocar o regime de Mubarak na defensiva. 
Como intelectual de mente independente, Ibrahim apoiou eleições justas quando foram consideradas incompatíveis com a política egípcia, promoveu alianças democráticas internacionais e aceitou o financiamento de ONGs de qualquer fonte que compartilhasse de valores pacíficos e democráticos, inclusive as dos EUA. Recentemente, ele foi atacado na imprensa oficial por pedir ao Congresso dos EUA que condicione sua ajuda militar ao Egito em melhorias nos registros de direitos humanos do país e na libertação de outro prisioneiro político, Ayman Nour.
Em 2006, Ibrahim foi agraciado com o Prêmio de Palestras sobre Democracia Ion Ratiu no Woodrow Wilson International Center for Scholars, onde ele havia sido anteriormente acadêmico de políticas públicas. Atualmente, ele é membro do Conselho da Arab Democracy Foundation. 
Ibrahim ensinou sociologia na Universidade DePauw, em Indiana, de 1967 a 1974. Durante o ano acadêmico de 2008-2009, Ibrahim viveu nos Estados Unidos como professor de sociologia política na Universidade de Indiana e um membro visitante do Centro de Estudos do Oriente Médio, Universidade de Harvard. Ibrahim é atualmente o Professor Visitante Distinto de Wallerstein no Centro Universitário Drew de Religião, Cultura & Conflito em Madison, Nova Jersey.

## Sentença
Em 2 de agosto de 2008, um tribunal egípcio condenou Ibrahim a dois anos de prisão por 'difamar o Egito'. Foi-lhe garantida uma fiança de 10 000 libras egípcias (US$ 1 890) e seu advogado expressou sua vontade de apelar. Foi relatado que Ibrahim estava no exílio fora do Egito, para evitar uma provável prisão após seu retorno.
Fontes próximas a Ibrahim informavam que ele também temia ser assassinado ao retornar ao Egito. Apesar dessas preocupações, no entanto, na quarta-feira, 5 de agosto de 2010, Ibrahim voltou ao Cairo para uma visita com sua família. Ele foi recebido calorosamente por amigos, familiares e apoiadores no aeroporto do Cairo. Em vista dos relatórios persistentes sobre a saúde debilitada de Hosni Mubarak, as crescentes tensões sobre a sucessão presidencial no Egito e as próximas eleições de outubro de 2010 para a Maglis al-Sha'ab (Assembléia Popular), os apoiadores de Ibrahim estavam preocupados com sua segurança. 
No verão de 2012, Ibrahim estava morando no Cairo e administrando o Ibn Khaldun Center.

## Morte
Ibrahim morreu no dia 29 de setembro de 2023, aos 84 anos.